# Bommagondanakere, Molakalmuru
Bommagondanakere là một làng thuộc tehsil Molakalmuru, huyện Chitradurga, bang Karnataka, Ấn Độ.